# Tecumsehs de London
Les Tecumsehs de London, anciennement Panthers de London, sont une équipe de hockey sur glace basée à London, au Canada, et ayant existé de 1926 à 1936.

## Historique
L'équipe est créée en 1926 et intègre la Canadian Professional Hockey League (CPHL) sous le nom de Panthers de London. En 1929, la CPHL se scinde en deux nouvelles ligues : la Ligue internationale de hockey (LIH) et une nouvelle CPHL. Les Panthers rejoignent alors la LIH qui est composée de huit équipes. En 1930, les Panthers changent de nom et deviennent les Tecumsehs de London. En 1936, quand la LIH et la Canadian-American Hockey League (CAHL) fusionnent pour devenir l'International American Hockey League (IAHL), l'équipe est dissoute.

## Statistiques
| No | Saison    | PJ | V  | D  | N  | BP  | BC  | Pts | Classement | Séries éliminatoires | Entraîneur      |
| -- | --------- | -- | -- | -- | -- | --- | --- | --- | ---------- | -------------------- | --------------- |
| 1  | 1926-1927 | 32 | 16 | 15 | 1  | 89  | 78  | 33  | 3e CPHL    |                      | George Prodgers |
| 2  | 1927-1928 | 42 | 14 | 26 | 2  | 103 | 141 | 30  | 8e CPHL    | Non qualifiés        | George Prodger  |
| 3  | 1928-1929 | 42 | 16 | 22 | 4  | 86  | 113 | 36  | 6e CPHL    |                      | Bert Corbeau    |
| 4  | 1929-1930 | 42 | 24 | 13 | 5  | 117 | 93  | 53  | 3e LIH     |                      | Roy Brothers    |
| 5  | 1930-1931 | 48 | 21 | 21 | 6  | 48  | 89  | 83  | 5e LIH     | Non qualifiés        | Roy Brothers    |
| 6  | 1931-1932 | 48 | 21 | 15 | 12 | 54  | 92  | 70  | 2e LIH     |                      | Clem Loughlin   |
| 7  | 1932-1933 | 44 | 27 | 9  | 8  | 62  | 111 | 66  | 1er LIH    |                      |                 |
| 8  | 1933-1934 | 44 | 18 | 17 | 9  | 45  | 92  | 80  | 3e LIH     |                      |                 |
| 9  | 1934-1935 | 44 | 21 | 17 | 6  | 42  | 98  | 110 | 2e LIH     |                      |                 |
| 10 | 1935-1936 | 48 | 23 | 22 | 3  | 49  | 116 | 125 | 3e LIH Est | Défaite au 1er tour  | George Hay      |